# Пеги Лий
Пеги Лий (на английски: Peggy Lee) е американска джаз певица, изпълняваща също и популярна музика, а освен това авторка на песни, композитор и актриса. Кариерата ѝ се ниже в продължение на 6 десетилетия. Прохожда в професионалната музика като вокал в местна радиостанция, след което пее в биг бенда на Бени Гудман. Постепенно се изгражда като музикален деец, като развива многолика артистичност и изпълнителски качества. Пише музика за филми, има актьорска дейност, и продуцира концептуални албуми – включващи поезия, джаз, камерен поп и арт песни.

## За нея
- Friedwald, Will. Liner notes for The Best of Peggy Lee: The Capitol Years.
- Gavin, James. Is That All There Is? – The Strange Life of Peggy Lee. Atria Books, 2014. ISBN 978-1-4516-4168-4
- Richmond, Peter, Fever: The Life and Music of Miss Peggy Lee. Henry Holt and Company, 2006. ISBN 0-8050-7383-3
- Strom, Robert. Miss Peggy Lee: A Career Chronicle. McFarland Publishing, 2005. ISBN 0-7864-1936-9